# Llanbedr Dyffryn Clwyd
Llanbedr Dyffryn Clwyd est un village et une communauté du Denbighshire, au pays de Galles.
Il est situé dans l'est du comté, à 3 km au nord-est de la ville de Ruthin.

## Démographie
Au recensement de 2011, la communauté de Llanbedr Dyffryn Clwyd comptait 787 habitants.